# Nahuel Pérez Biscayart
Nahuel Pérez Biscayart (Buenos Aires, 6 de març de 1986) és un actor argentí. És reconegut per treballar en pel·lícules franceses i argentines i per aparèixer en nombroses sèries de televisió.
Va interpretar els seus primers papers en televisió quan tenia 17 anys i va aparèixer per primera vegada en pantalla l'any 2003. Pérez Biscayart mai va voler dedicar-se a la interpretació, però de sobte es va transformar en un dels actors més importants del cinema argentí, sobresortint en la televisió i tractant-se amb actors destacats del circuit teatral.
A causa de la seva trajectòria va ser guanyador als Premis Cóndor de Plata 2006 com a Millor revelació masculina per la pel·lícula Tatuado. Després, va ser nominat novament com a Millor Actor per la pel·lícula Lulú en 2016. Pel seu paper de Lucas en la pel·lícula francesa Je suis à toi li va valer reconeixements en Festivals internacionals de cinema. Biscayart va obtenir èxit internacional per protagonitzar 120 battements par minute en 2017, raó per la qual va guanyar com a Millor Actor en el lliurament dels Premis César de l'acadèmia francesa, Premis Lumières i Globus de Cristall. A més es va convertir en el primer actor argentí a ser nominat en el lliurament dels Premis del cinema europeu.

## Biografia
Pérez Biscayart va néixer a la ciutat de Buenos Aires. Va realitzar els seus estudis secundaris en una escola tècnica d'especialització en Electromecànica. Amb el grup teatral de la seva escola secundària es van presentar a les Olimpíades intercol·legials de Teatre i va guanyar el premi per la seva primera interpretació. A Buenos Aires va assistir a l'Acadèmia de Belles arts. Després de tenir una sèrie de petits papers en obres cinematogràfiques i teatrals, es va mudar a Nova York, on va treballar en el Wooster Group, una companyia teatral independent.
A partir de l'any 2004, inicia la seva carrera al cinema interpretant al personatge d'Abel en la pel·lícula de Nicolás Tuozzo. L'any 2005 interpreta al personatge de Paco en la pel·lícula Tatuado del director Eduardo Raspo, al costat de l'actor Luis Ziembrowski. Va tenir bon reconeixement de la crítica i li va valer el reconeixement de Millor Revelació Masculina en els Premi Còndor de Plata.
Es va fer conegut en França per la pel·lícula Au fond des bois de Benoît Jacquot (2010), en la que va interpretar el paper principal. Després, es dirigeix a la ciutat de París a estudiar francès tres mesos. Actualment realitza una carrera internacional en el cinema d'autor.
L'any 2014 interpreta el paper principal en la pel·lícula Je suis à toi de David Lambert i li va valer un reconeixement com a Millor Actor en el lliurament oficial del Festival Internacional de Cinema de Karlovy Vary. Aquest mateix any, es dirigeix a l'Argentina a protagonitzar la pel·lícula Lulú de Luis Ortega al costat d'Ailín Salas i Daniel Melingo. Allí va obtenir una nominació com a Millor Actor Principal als Premis Còndor de Plata.
L'any 2017 protagonitza la pel·lícula 120 battements par minute de Robin Campillo on va actuar al costat de Adèle Haenel i va obtenir fama internacional ja que va obtenir nominacions en els Premis César, Premis Lumières i Premis del Cinema Europeu. El film de Robert Campillo va ser estrenat al Festival de Canes, on va obtenir dos dels premis importants, Gran Premi del Jurat i l'atorgat per la premsa internacional –motiu pel qual Pérez Biscayart no va poder fer-se amb el guardó a millor actor, a causa de les regles del certamen–.

## Èxit internacional
La pel·lícula 120 battements par minute, també va ser candidata en representació de França als Premis Oscar, encara que no va ser nominada finalment. El llargmetratge s'emmarca en la lluita de l'ONG Act-Up en els anys més àlgids de la sida a França —finals dels 80, inici dels 90— i conta la història d'amor esquinçadora i tràgica entre dos activistes, un molt carismàtic, VIH positiu, i un altre no portador del virus.
«El que més em sorprèn és que normalment les campanyes són molt tabú, però en els Oscar és un esdeveniment en si mateix, és part del sistema, així que has de ser sincer», va dir a l'agència AFP Pérez Biscayart, qui va aprendre a parlar francès fa sis anys i ja ho parla sense accent.

## Filmografia

### Curtmetratges
- Todas las veces (2004) d'Alejo Franzetti
- Puedo ver un puma (2011) d'Eduardo Williams
- Que je tombe tout le temps? (2004) d'Eduardo Williams

### Pel·lícules
- Próxima salida (2004) - Abel
- Todas las veces (curt, 2005) - Francisco
- El aura (2005) - Julio
- Tatuado (2005) - Paco
- El regreso de Peter Cascada (2005)
- Glue (2006) - Lucas
- Cara de queso -mi primer ghetto- (2006) - Felman
- Familia Lugones (2007)
- La sangre brota (2008) - Leandro
- Silencios (2009) - Juan
- Antes (2010) - Tomás
- Alas (pobre Jiménez) (2010) - Arlequín
- Cerro Bayo (2011) - Lucas
- Patagonia (2011) - Alejandro
- Todos están muertos (2014) - Diego.
- Je suis à toi (2014) - Lucas
- Lulú (2016) - Lucas
- Ens veurem allà dalt) d'Albert Dupontel (2016) - Edouard Péricourt}
- Stefan Zweig: Adeu a Europa de Maria Schrader (2016)
- 120 battements par minute de Robin Campillo (2017) - Sean Dalmazo
- La rosa del desierto (2019) -
- El professor de persa de Vadim Perelman (2019) - Gilles
- El prófugo de Natalia Meta (2020)
- El empleado y el patrón de Manolo Nieto (2020)
- Un año, una noche (2022)

### Documentals
- Familia Lugones (2007) de Paula Hernández - Gaspar
- Durazno (2014) de Yashira Jordán - Ezequiel

## Televisió
- Disputas (2003) - Marcos
- Sol negro (2003) - Marito
- Sangre fría (2004) - Iván
- Mujeres asesinas (Patricia, vengadora - 2005)
- Amas de casa desesperadas (2006) - René Oviedo
- Hermanos y detectives (2006) - Sebastián
- La señal (telefilm, 2007)
- Mujeres asesinas (Milagros, pastora - 2007)
- Aquí no hay quien viva (2008) - Lucas
- Mujeres asesinas (Lorena, maternal - 2008)
- Epitafios 2 (2009) - Pablo
- Lo que el tiempo nos dejó (La ley primera, 2010)
- El puntero (2011) - Herminio
- Lynch (2012)
- todos están muertos (2014)

## Teatre
- 2007 : Los padres terribles (Les Parents Terribles) de Jean Cocteau, dirigida per Alejandra Ciurlanti, amb Mirta Busnelli, Luis Machín, Noemí Frenkel i María Alché, Teatro El Cubo, Buenos Aires.

## Premis i nominacions
- 2005: Premia Cóndor de Plata: Millor revelació masculina (Tatuado) / Guanyador
- 2005: Nantes Three Continents Festival: Millor Actor (Glue) / Guanyador
- 2014: Karlovy Vary International Film Festival: Millor Actor (Je suis à toi) / Guanyador
- 2014: Festival Internacional de Cinema Queer: Premi del juardo (Je suis à toi) / Guanyador
- 2015: Premia Cóndor de Plata: Millor Actor (Lulú) / Nominat
- 2017: Festival Internacional de Cinema de l'Índia: Millor Actor (120 batecs per minut) / Guanyador
- 2018: Premi del cinema europeu: Millor Actor (120 battements par minute) / Nominat
- 2018: Premis Lumières: Millor Actor (120 battements par minute) / Guanyador
- 2018: Premis César: Millor Revelació Masculina (120 battements par minute) / Guanyador
- 2018: Premis Globus de Cristall: Millor Actor (120 battements par minute) / Guanyador